# Den Svenske Rumfartsorganisation
Rymdstyrelsen (Rumfartsbestyrelse) er et statsligt svensk agentur. Styrelsen distribuerer statens garantier til forskning og udviklinger, samt påbegynder forskning og udvikling i rummet, og er samtidig den svenske kontakt i det internationale rumfartssamarbejde. Rumfartsprogrammet bliver for det meste ført igennem det internationale samarbejde. Eksempler fra store projekter som den svenske deltagelse i ISS og til Odin-satellitten.
Den svenske rumfartsorganisation Rymdbolaget er ejet af den svenske stat og ledes af Rymdstyrelsen. Organisationen driver raketopsendelsesanlægget Esrange og forskningscentret i Kiruna på vegne af det Europæiske Rumfartsagentur.

## Eksterne links
Svensk Rumfartsbestyrelse Arkiveret 15. juni 2008 hos  Wayback Machine
| Rumfart | Spire Denne artikel om rumfart er en spire som bør udbygges. Du er velkommen til at hjælpe Wikipedia ved at udvide den. |